# Telmatophila scolymastrum
 Telmatophila scolymastrum  Mart. ex Baker, 1873 è una pianta angiosperma dicotiledone della famiglia delle Asteraceae. La specie Telmatophila scolymastrum è anche l'unica del genere Telmatophila  Mart. ex Baker, 1873.

## Etimologia
Il nome scientifico della pianta è stato definito per la prima volta dai botanici Carl Friedrich Philipp von Martius (1794-1868) e John Gilbert Baker (1834-1920) nella pubblicazione " Flora Brasiliensis" ( Fl. Bras. (Martius) 6(2): 170) del 1873. Il nome scientifico del genere è stato definito per la prima nella stessa pubblicazione.

## Descrizione
Le specie di questa voce sono delle piante con un habitus erbaceo e con cicli biologici perenni. L'indumento è sericeo per peli semplici oppure è glabro. Gli organi interni di queste piante contengono lattoni sesquiterpenici.
Le foglie lungo il caule sono disposte in modo alternato (per lo più sessili). La forma è intera e strettamente lanceolata con margini interi. La superficie delle foglie è percorsa da venature di tipo pennato.
Le infiorescenze, disposte in posizione ascellare, sono formate da diversi capolini sessili raggruppati in vari modi. Sono presenti dei capolini secondari (sinflorescenze) sottesi da brattee fogliacee. I capolini sono composti da un involucro, in genere cilindrico, formato da 4 brattee embricate che fanno da protezione al ricettacolo sul quale s'inseriscono i fiori tubulosi. Le brattee dell'involucro sono persistenti e subuguali. Il ricettacolo, a protezione della base dei fiori, è nudo, ossia privo di pagliette.
I fiori, 4 per capolino, sono tetra-ciclici (ossia sono presenti 4 verticilli: calice – corolla – androceo – gineceo) e pentameri (ogni verticillo ha in genere 5 elementi). I fiori sono inoltre ermafroditi e actinomorfi (raramente possono essere zigomorfi).
- Formula fiorale:

*/x K {\displaystyle \infty }, [C (5), A (5)], G 2 (infero), achenio
- Calice: i sepali del calice sono ridotti ad una coroncina di squame.
- Corolla: le corolle sono formate da un tubo terminante in 5 lobi; il colore varia da lavanda a bianco; la superficie è pubescente per lunghi peli distali. I lobi possono essere riflessi.
- Androceo: gli stami sono 5 con filamenti liberi e distinti, mentre le antere sono saldate in un manicotto (o tubo) circondante lo stilo.[11] Le antere, sagittate e sprovviste di ghiandole, possono essere caudate oppure no; le appendici apicali in genere sono glabre e indurite (sclerificate). Il polline è triporato (con tre aperture di tipo isodiametrica o poro), echinato (con punte); in alcune piante la parte più esterna dell'esina è sollevata a forma di creste e depressioni (polline "lophato").[12]
- Gineceo: lo stilo è filiforme e privo di nodi. Gli stigmi dello stilo sono due divergenti con la superficie stigmatica posizionata internamente (vicino alla base). La pubescenza è del tipo a spazzola con peli appuntiti.[13] L'ovario è infero uniloculare formato da 2 carpelli.

I frutti sono degli acheni con pappo. Gli acheni, a forma oblunga-ovoide con 8 coste, hanno la superficie glabra, sericea o con ghiandole. All'interno si può trovare del tessuto di tipo idioblasto e rafidi allungati (o possono mancare); non è presente il tessuto tipo fitomelanina. Il pappo è formato da 8 corte e laciniate scaglie.

## Biologia
- Impollinazione: l'impollinazione avviene tramite insetti (impollinazione entomogama tramite farfalle diurne e notturne).
- Riproduzione: la fecondazione avviene fondamentalmente tramite l'impollinazione dei fiori (vedi sopra).
- Dispersione: i semi (gli acheni) cadendo a terra sono successivamente dispersi soprattutto da insetti tipo formiche (disseminazione mirmecoria). In questo tipo di piante avviene anche un altro tipo di dispersione: zoocoria. Infatti gli uncini delle brattee dell'involucro si agganciano ai peli degli animali di passaggio disperdendo così anche su lunghe distanze i semi della pianta.

## Distribuzione e habitat
Le specie di questo gruppo sono distribuite solamente nell'America Meridionale (Brasile) e prediligono habitat più o meno subtropicali.

## Tassonomia
La famiglia di appartenenza di questa voce (Asteraceae o Compositae, nomen conservandum) probabilmente originaria del Sud America, è la più numerosa del mondo vegetale, comprende oltre 23.000 specie distribuite su 1.535 generi, oppure 22.750 specie e 1.530 generi secondo altre fonti (una delle checklist più aggiornata elenca fino a 1.679 generi). La famiglia attualmente (2021) è divisa in 16 sottofamiglie.

### Filogenesi
Le specie di questo gruppo appartengono alla sottotribù Lychnophorinae descritta all'interno della tribù Vernonieae Cass. della sottofamiglia Vernonioideae Lindl.. Questa classificazione è stata ottenuta ultimamente con le analisi del DNA delle varie specie del gruppo. Da un punto di vista filogenetico in base alle ultime analisi sul DNA la tribù Vernonieae è risultata divisa in due grandi cladi: Muovo Mondo e Vecchio Mondo. I generi di Mesanthophorinae appartengono al clade relativo all'America.
In precedenza la tribù Vernonieae, e quindi la sottotribù (Mesanthophorinae) di questo genere, era descritta all'interno della sottofamiglia Cichorioideae. In particolare tutti i generi della sottotribù in passato erano descritti all'interno della sottotribù Erlangeinae.
I caratteri distintivi per le specie di questo genere ( Telmatophila) sono:
- i capolini hanno 4 fiori;
- le foglie sono strette.